# Serra Talhada FC
A Serra Talhada Futebol Clube, röviden Serra Talhada labdarúgó csapatát 2011-ben alapították Serra Talhada településen. A brazil negyedosztály és a Pernambucano bajnokság részt vevője.

## Története
A csapatot 2011-ben hozták létre és még ebben az évben megnyerték az állami másodosztály küzdelmeit.
Közben a város első számú egyesülete a Serrano komoly adósságot halmozott fel és Pernambuco állam leminősítette az állami másodosztályba, valamint három év haladékot adott a csapat tartozásainak kiegyenlítéséhez. A terv meghiúsult, így a csapat tulajdonjogait átruházták a Serra Talhadára.

## Sikerlista

### Állami
- 1-szeres Série A2 bajnok: 2011

## Játékoskeret
2015. január 4-től
| # |     | Poszt | Név             |
| - | --- | ----- | --------------- |
|   | BRA | K     | Gleibson        |
|   | BRA | V     | Cássio Lopes    |
|   | BRA | V     | Anderson        |
|   | BRA | V     | Jonny           |
|   | BRA | V     | Rafinha         |
|   | BRA | V     | Marcos Vinícius |
|   | BRA | KP    | Diogo Roberto   |
|   | BRA | KP    | Alexon          |
|   | BRA | KP    | Wamberson       |
|   | BRA | KP    | Ramon           |
|   | BRA | KP    | Aifran          |
|   | BRA | KP    | Lucas           |
|   | BRA | KP    | Alexson         |
|   | BRA | CS    | Bebeto          |
|   | BRA | CS    | Pedro Maycon    |
|   | BRA | CS    | Junior Juazeiro |